# Oleoliti
Gli oleoliti sono soluzioni oleose di fitocomplessi curativi ottenuti da piante officinali, o oli da condimento aromatizzati. 
Possono essere ottenuti per soluzione da estratti fluidi liposolubili, per digestione solare, infusione e decozione, scaldando la pianta sino ad eliminare tutta l'acqua.

## Caratteristiche
Gli olii più comunemente usati per l'estrazione dei principi attivi delle piante sono oli vegetali, composti prevalentemente da trigliceridi, come l'olio di semi di girasole, l'olio di riso, l'olio d'oliva, l'olio di palma, ma può essere utilizzato qualunque altro olio con funzione solvente.
Sono definiti anche come oli macerati o infusi ma nell'uso più comune, causando ambiguità, vengono chiamati oli anziché oleoliti seguiti dal nome della pianta, da cui ad esempio "olio di iperico" anziché "oleolito di iperico".
Data questa caratteristica arricchita, l'olio vien generalmente indicato come condimento, in quanto non deve essere utilizzato per la cottura, ma solo per condire le pietanze.

## Oleoliti più comuni
Sono utilizzati sia nella medicina tradizionale, sia nella cosmesi, sia in cucina e nelle preparazioni alimentari.
I più comuni sono:
- oleolito di iperico
- oleolito di calendula
- oleolito di arnica
- oleolito di elicriso
- oleolito di peperoncino
- oleolito d'alloro
- oleolito di rosmarino
- oleolito di aglio
- oleolito di achillea
- Monoi Tiaré: oleolito tradizionale della Polinesia prodotto con fiori di Gardenia tahitiensis in olio di cocco.

## Oleoliti per uso alimentare

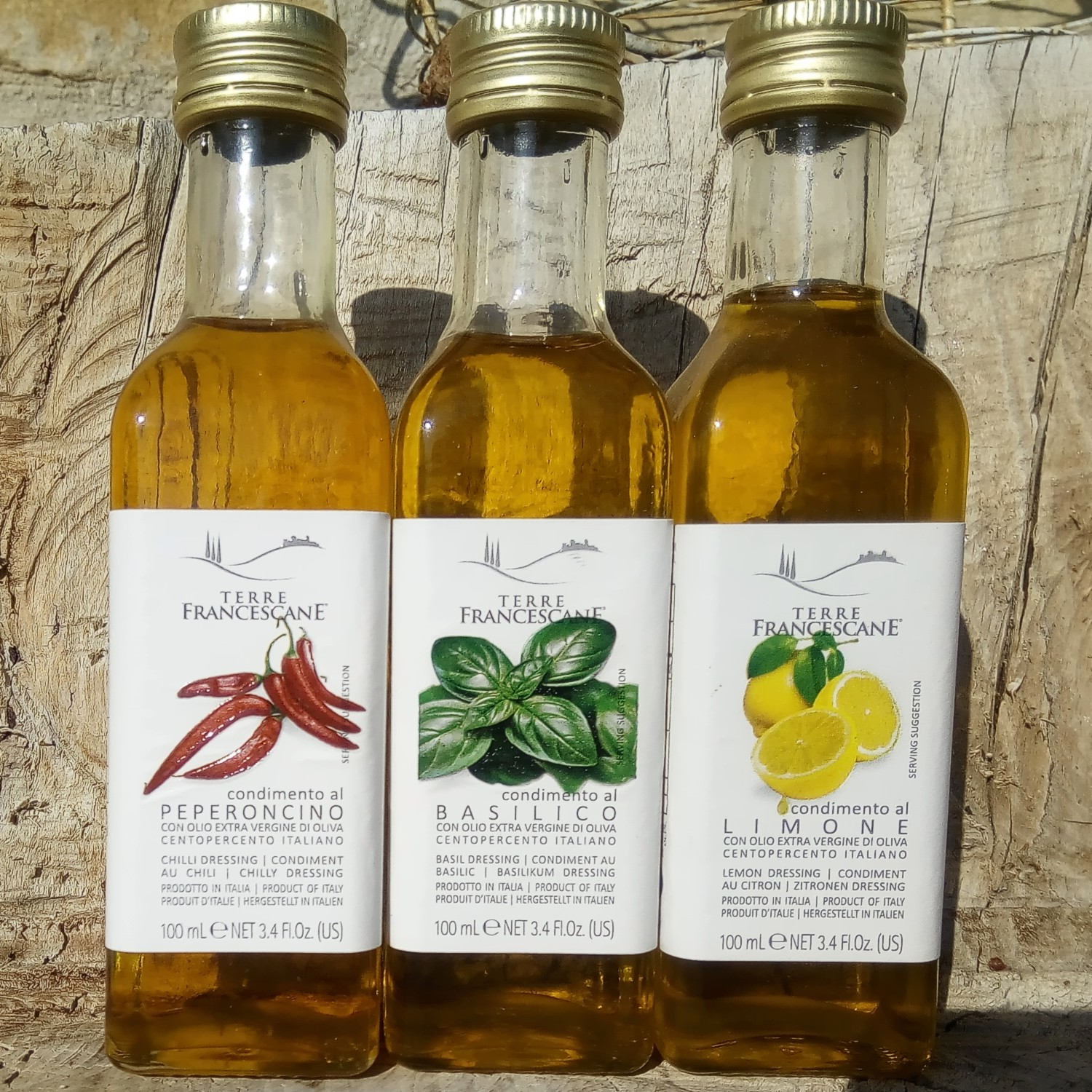
Bottiglie di olio d'oliva aromatizzato con varie spezie, peperoncino, basilico e limone

Gli oli di vario genere possono essere arricchiti con gli aromi di diverse spezie. Il trasferimento degli aromi può avvenire durante la molitura delle olive, aggiungendo, ad esempio, foglie di basilico o altre spezie prima della filtrazione e imbottigliamento (e in questo caso l'oleolito non presenta elementi estranei al suo interno) oppure tale azione viene esercitata per contatto continuo con la droga o le spezie, che viene lasciata a macerare dentro al contenitore dell'olio, il quale rimane permanentemente a contatto con esse.
Il processo di macerazione tipico può essere effettuato sia a freddo sia a caldo.

### Sicurezza alimentare
La produzione di questi oleoliti per uso alimentare deve considerare il rischio botulismo, dovuto alla potenziale presenza di Clostridium botulinum nelle erbe o spezie, quando queste non siano acide oppure acidificate.

## Tipologia farmaceutica
Le forme galeniche più diffuse sono i macerati oleosi (Macer.ol.) e i decotti oleosi (Ol.coct.) come ad esempio:
- Ol.coct. Matricariae (in Ol. Helianthii) → olio cotto di camomilla (in olio di girasole).
- Macer.ol. Hyperici (in Ol. Ulivae) → olio di San Giovanni (in olio d'uliva).